# Georg Florschütz (Mediziner)

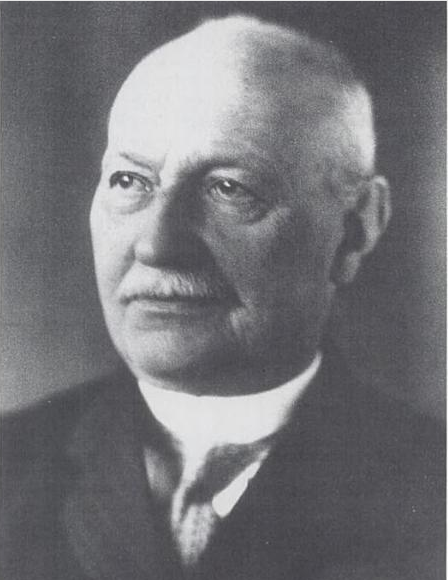
Georg Florschütz

Johann Georg Karl Jacob Florschütz (* 1. Februar 1859 in Königsberg in Bayern; † 18. April 1940 in Gotha) war ein deutscher Mediziner. Er gilt als Begründer der deutschen Lebensversicherungsmedizin.

## Leben

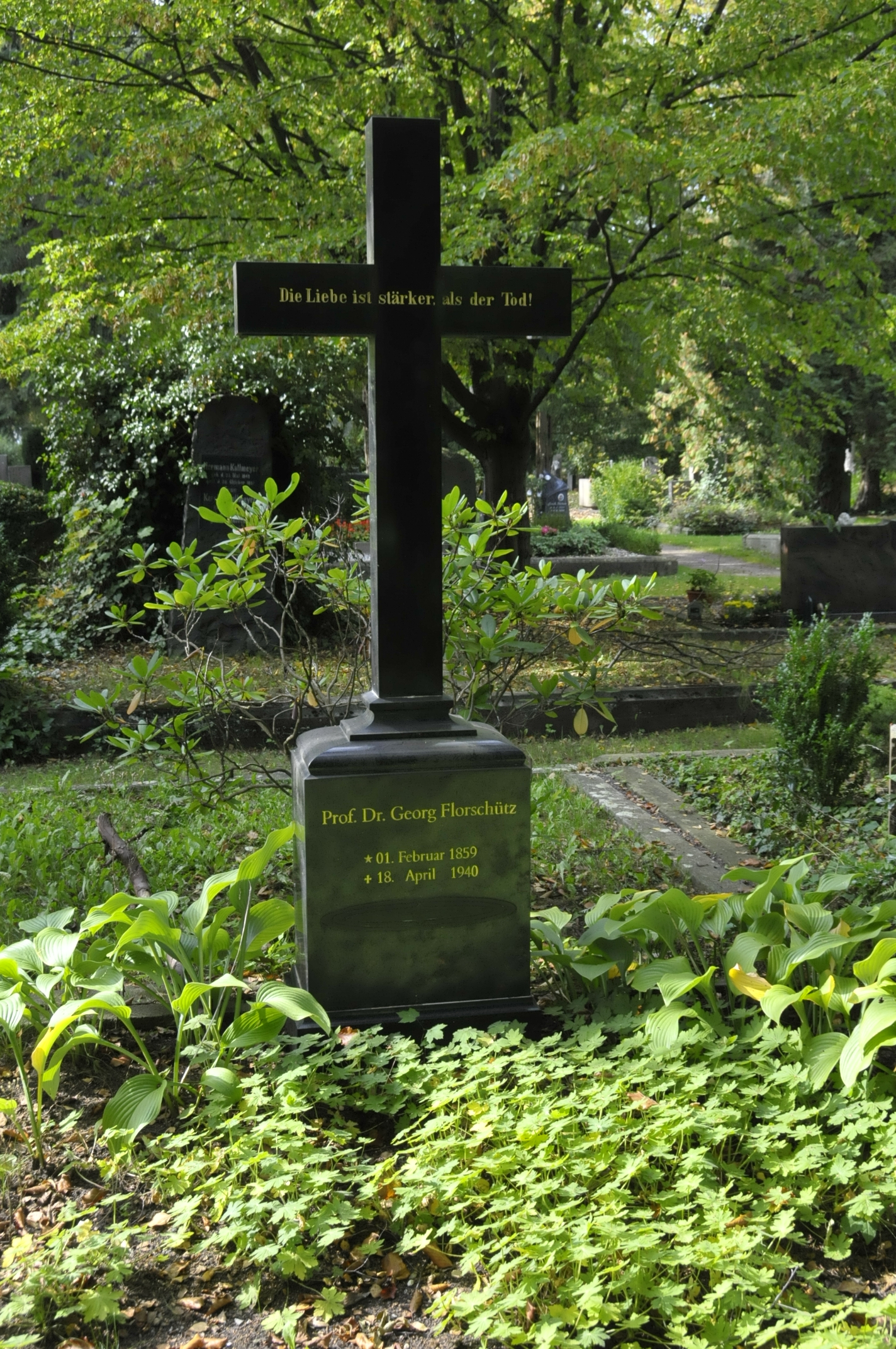
Grabmal auf dem Hauptfriedhof Gotha

Georg Florschütz war Sohn eines späteren Oberförsters zu Weidach bei Coburg und besuchte das Gymnasium in Coburg. Sodann studierte er 1879–1884 an den Universitäten Würzburg und Berlin Medizin. In Würzburg wurde er 1880 Mitglied des Corps Bavaria. Nach der Promotion zum Dr. med. im Jahre 1884 war er von 1885 bis 1888 als Assistenzarzt am Diakonissen-Krankenhaus Bethanien tätig. Von 1888 bis 1893 war er Physikus des Bezirks Tonna.
Von 1893 bis zu seiner Pensionierung war Florschütz Chefarzt der Gothaer Lebensversicherungsbank. Zusammen mit dem Versicherungsmathematiker Johannes Karup führte er medizinisch-statistische Untersuchungen durch, die maßgeblich für die Weiterentwicklung der statistischen Grundlagen der Lebensversicherungen waren. Er war Mitarbeiter an der Eulenberg'schen Realencyklopädie.
In seiner Freizeit beschäftigte er sich mit der Erforschung der Ur- und Frühgeschichte des Gothaer Landes. Die Entdeckungem seiner Ausgrabungen auf dem Seeberg, bei Seebergen und Wechmar erlangten überregionale Bedeutung. Das Gothaer Museum für Regionalgeschichte wurde durch seine Initiative 1928 eröffnet und verdankt ihm den Grundstock der ur- und frühgeschichtlichen Abteilung.

## Auszeichnungen
Georg Florschütz wurde 1903 in Würdigung seiner wissenschaftlichen Arbeiten zum Professor ernannt. Die Stadt Gotha errichtete eine Rekonstruktion seines Grabmals im Ehrenhain auf dem Hauptfriedhof Gotha und benannte ihm zu Ehren die Florschützstraße zur alten Seeberg-Sternwarte.

## Schriften
- Zur Behandlung der Sarkome der Extremitäten, 1883
- Das Verhältnis der Ärzte zu den Lebensversicherungsgesellschaften, 1894
- Aus der Praxis der Gothaer Lebensversicherungsbank: Versicherungs-Statistisches und -Medizinisches, 1902 (zusammen mit Robert Gollmer, Wilhelm Karup)
- Berichte und Verhandlungen des 4. Internationalen Kongresses für Versicherungs-Medizin zu Berlin vom 10. bis 15. September 1906
- Die Sterblichkeit und die Todesursachen der ersten fünf Versicherungsjahre seit 1904 Versicherten der Gothaer Lebensversicherungsbank, 1912
- Aus den Papieren einer Lebensversicherungsgesellschaft, 1912
- Allgemeine Lebensversicherungsmedizin, 1914
- Gesundheitsverhältnisse von Lebensversicherten, 1928
- Von und aus der Vorgeschichte des Gothaer Landes, 1908
- Die vorgeschichtlichen Sammlungen des Gothaer Heimatmuseums, 1934
- Vorgeschichte des Gothaischen Landes, 1937